# Erodium botrys
Erodium botrys es una especie de la familia de las geraniáceas.

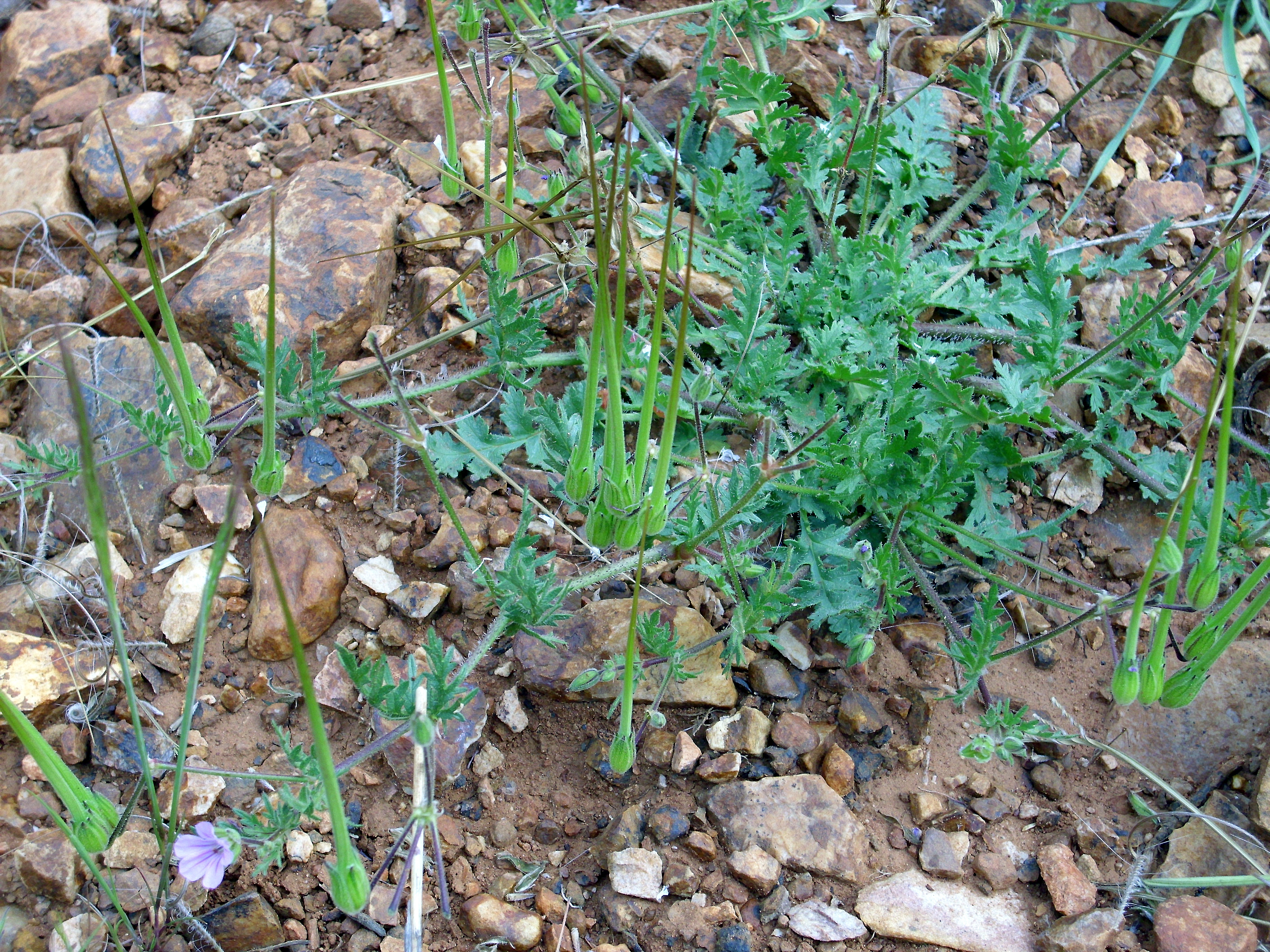
Vista de la planta en su hábitat

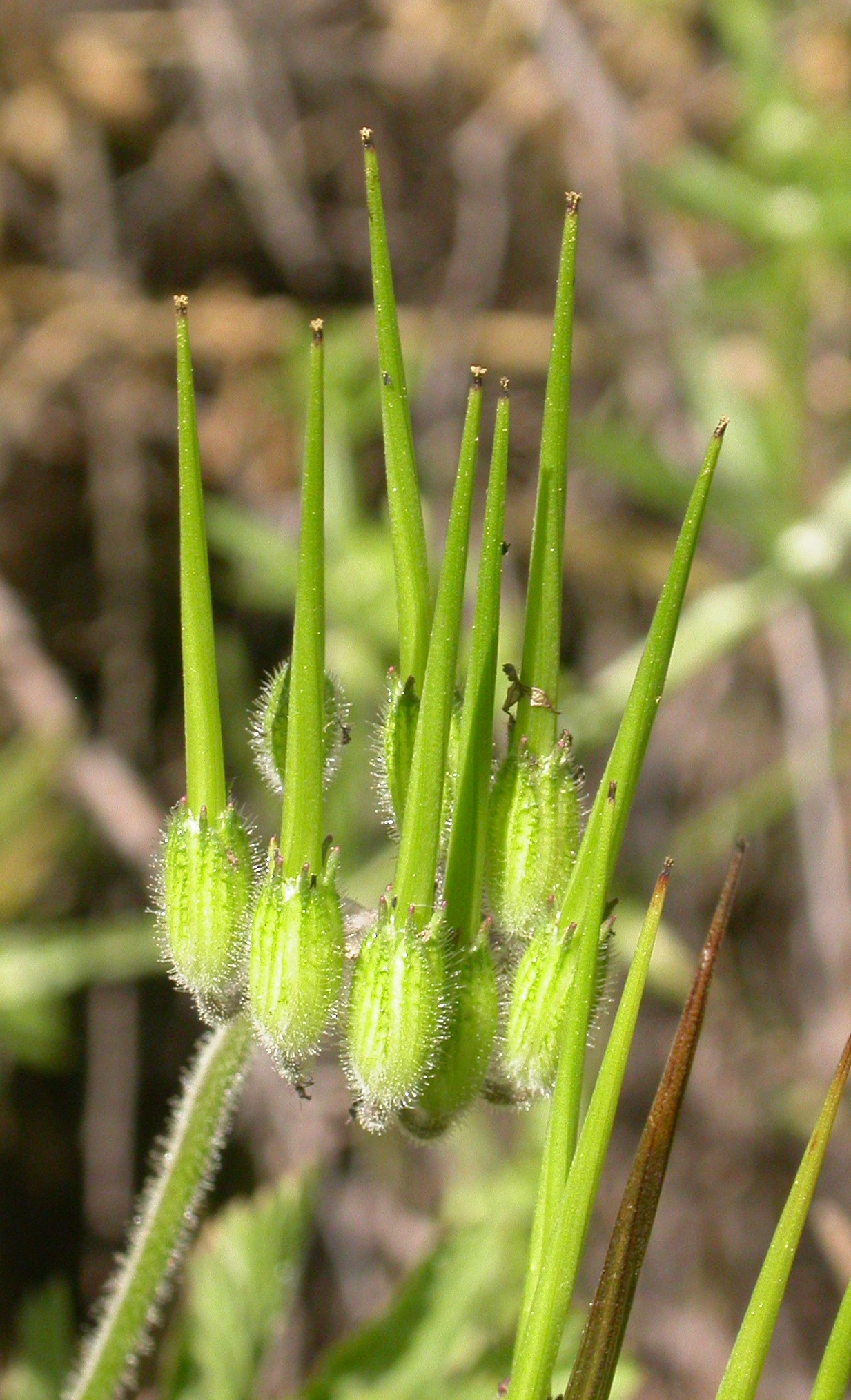
Detalle de la planta

## Hábitat
Esta es una hierba anual considerada  mala hierba que es nativa a gran parte de Eurasia y África del Norte, pero se encuentra en muchas otras zonas del mundo como una especie introducida, entre ellos Australia, Nueva Zelanda, y partes de las Américas. 

## Descripción
La planta se alza desde una roseta de hojas verdes lobuladas con pecíolos de color rojo. Alcanza una altura de  10 a 90 cm con tallos y follaje un poco peludos . Tiene pequeñas flores como pelotas, con los sépalos en torno a cinco pétalos de color púrpura-lavanda. El fruto es alargado y alcanza los 12 cm de longitud.

## Taxonomía
Erodium botrys fue descrita por (Cav.) Bertol. y publicado en Amoenitates Italicae 35. 1819.
Etimología
Erodium: nombre genérico que deriva del griego erodios =  "una garza" debido al largo pico en el fruto.
botrys: epíteto latíno que significa "uva.
Citología
Número de cromosomas de Erodium botrys (Fam. Geraniaceae) y táxones infraespecíficos: 2n=40
Sinonimia
- Erodium gasparrinii Guss.
- Geranium botrys Cav.[5]
- Erodium   pauciflorum Turcz.[6]
- Erodion botrydium (Cav.) St.-Lag.[7]

## Nombres comunes
- Castellano: alfileres, alfileteros, ciñuelo, relojes.[5]